# Маркиньос (футболист, р. 1994)
Маркос Аояс Кореа  (роден на 14 май 1994 в Сао Пауло), по-известен като Маркиньос е бразилски футболист, играе като централен защитник и се състезава за френския Пари Сен Жермен.

## Клубна кариера

### Коринтианс
През 2002 г. Маркиньос постъпва в школата на Коринтианс още на осем години. Още като юноша е представян като един от най-големите таланти в школата на бразилския клуб. След десет години игра за различните формации на родния си клуб, Маркиньос печели Купата за юноши на щата Сао Пауло през 2012 г. Изиграва и шест мача за първия отбор на Коринтианс.

### Рома
През лятото на 2012 г. Маркиньос преминава в клуба от италианската Серия А Рома. На 16 септември 2012 г. прави официалния си дебют за клуба при загубата с 3-2 от Болоня. Заради прекрасните си изяви в началото на сезона, Маркиньос се превръща в титуляр в центъра на защитата на Рома, заедно със сънародника си Леандро Кастан. Така измества от стартовия състав бившия национал на Аржентина Николас Бурдисо.

## Национален отбор
Маркиньос взима участие в 14 мача за националния отбор на Бразилия до 17 години.

## Успехи

### Клубни
Коринтианс
- Купа за юноши на Сао Пауло: 2012
- Копа Либертадорес: 2012

Пари Сен Жермен
- Лига 1: 2013/14, 2014/15, 2015/16, 2017/18, 2018/19, 2019/20, 2021/22, 2022/23, 2023/24, 2024/25
- Купа на Франция: 2014/15, 2015/16, 2016/17, 2017/18, 2019/20, 2020/21, 2023/24, 2024/25
- Купа на лигата: 2013/14, 2014/15, 2015/16, 2016/17, 2017/18, 2019/20
- Суперкупа на Франция: 2014, 2015, 2017, 2018, 2019, 2020, 2022, 2023, 2024
- Шампионска лига: 2024/25
- Суперкупа на УЕФА: 2025

### Национален отбор
Бразилия
- Копа Америка: 2019